# جون فليمنيغ
جون فليمنيغ هو سائق سباق كندي، ولد في 10 مارس 1967 في هاليفاكس في كندا.